# Tsaratanana (Mandritsara)
Pour les articles homonymes, voir Tsaratanana.
Tsaratanana est une commune urbaine malgache située dans la partie est de la région de Sofia.